# Moord op Chris van de Werken
De moord op Chris van de Werken is een Nederlandse onopgeloste moordzaak uit 1996.
Chris van de Werken (geboren op 29 september 1954) was als milieu-ambtenaar werkzaam bij gemeente Nunspeet en verantwoordelijk voor het milieubeleid in het intergemeentelijk samenwerkingsverband Noordwest Veluwe. Op zondagmiddag 22 december 1996 werd hij dood aangetroffen op landgoed Welna, in de bossen tussen Epe en Nunspeet. Van de Werken had drie kogelwonden in de rug.
Na de moord op Pim Fortuyn werd gespeculeerd dat milieu-activist Volkert van der Graaf, de moordenaar van Pim Fortuyn, verantwoordelijk zou zijn voor de moord op Van de Werken. Van de Werken had in zijn functie te maken met Van der Graaf, die herhaaldelijk bezwaar indiende tegen vergunningen die werden verleend aan agrarische bedrijven. Van der Graaf zou van mening zijn geweest dat Van de Werken bij overleg over een ammoniakreductieplan te veel de kant van de boeren koos. De zaak is onderzocht door de recherche, maar betrokkenheid van Van der Graaf werd niet aangetoond. De zaak is in de decennia erna regelmatig in de aandacht gebracht als cold-case.